# Pedro Afonso de Portugal
Pedro Afonso de Portugal (c. ? – depois de 1185), meio-irmão de Afonso Henriques, foi um nobre e militar português, antes de entrar no mosteiro de Alcobaça.

## Biografia
Ignora-se quase tudo a respeito de Pedro Afonso, embora haja um documento de 1162 (Estatutos da milícia de Évora), transcrito por Bernardo de Brito, supostamente assinado por ele como “Petrus proles Regis par francorum Magister novae militiae”, Pedro filho de Rei, Par de França, Grão-Mestre da nova milícia (de Évora, futura Ordem de Avis). Ou seja, Pedro Afonso seria então filho bastardo de Afonso Henriques, teria sido reconhecido pelo rei de França como um dos seus melhores e mais bravos cavaleiros, (um dos doze Par de França, na tradição de Carlos-Magno), e finalmente seria o primeiro Grão-Mestre da Ordem de São Bento de Avis.
Mas, o estudo desse documento, feito pelo Cardeal Saraiva, não deixa nenhuma duvida, esse documento, hoje desaparecido, se alguma vez existiu, é falso. As incongruências, são muitas, nomeadamente no que diz respeito a Pedro Afonso. Porque, Pedro de Mariz, diz dele, que ele é filho bastardo do Conde D. Henrique de Borgonha, por isso meio-irmão de Afonso I, e não filho, e chama-lhe por isso D. Pedro Henriques. Diz ainda, que «depois de muitas Cavallarias, que em ajuda de el-Rei seu irmão fez, entrou em a religião de S. Bernardo no mosteiro de Alcobaça, onde morreo e está sepultado»; e logo acrescenta, que «delle não dizem mais as historias, senão que na conquista de Santarém mostrara a excellencia da sua pessoa, e o esforço de seu animo». O próprio Bernardo de Brito nos Elogios dos Reis de Portugal descreve D. Pedro Afonso, como filho bastardo do Conde D. Henrique, e diz também que ele foi cavaleiro em antes de seguir a vida monástica no mosteiro de Alcobaça.
Inscrição funerária de Pedro Afonso:
| “ | HIC REQVIESCIT D. PETRVS ALPHONSVS, ALCOBATIAE MONACHUS, FRATER D. ALPHONSI; ILLVSTRIS PRIMI REGIS PORTVGALLIAE, CVIVS LABORE, ET INDVSTRIA LOCVS ISTE CISTERCIENSI ORDINI, VIDELICET HVIC LOCO, DE ALCOBATIA FVUIT DATVS IN AERA M.C.LXXXV. QVO ANNO COEPIT REX ALPHONSVS PRIMVS PORTUGALLIAE SANCTARENAM. QVEM D. PETRUS ALPHONSI DE CLAVSTRO ALCOBATIAE VBI PRIVS FVERAT SEPVLTVS, IN DIE S. IOANNIS BAPTISTAE. AERA M.CCC.XXXI. D. DOMINICVS ABBAS TRANSTVLIT AD HVNC LOCV "Aqui descansa Pedro Afonso, monge de Alcobaça, irmão de D. Afonso, ilustro primeiro rei de Portugal..." | ” |
|   | — Cisterciensium seu verius ecclesiasticorum annalium a condito Cistercio, tomus II, p.413, Ángel Manrique. |   |

Fica então bem claro que Pedro Afonso (Henriques) nunca foi Par de França, e ainda menos primeiro Grão-Mestre da Ordem de Avis, tudo não passa dum mito inventado por Bernardo de Brito, por patriotismo, no tempo em que Portugal era dominado pela Espanha, para defender a superioridade e antiguidade da Ordem de Avis em comparação à Ordem espanhola de Calatrava.

## Ligações Familiares
Filho bastardo do Conde D. Henrique de Portugal, não deixou descendência.